# Саламиния (корабль)
«Салами́ния» (др.-греч. Σαλαμινία) — наряду с «Паралом» одна из священных триер афинского флота (теорид) в конце V века до н. э. Часто использовалась в качестве посыльного судна, сыграла заметную роль в ряде эпизодов Пелопоннесской войны.
Судно также использовалось для особых случаев, таких как перевозка послов к оракулу в Дельфы и перевозки высокопоставленных афинских государственных деятелей, в связи с чем служить на нём разрешалось только афинским гражданам.
Последнее задокументированное сообщение о Саламинии относится к 373 г. до н.э., когда Ификрат присоединил эти корабли к своему флоту для похода к Керкире против лакедемонян.